# Витрина данных

Обзор хранилища данных и витрины данных

Витрина данных (англ. Data Mart; специализированное хранилище данных, киоск данных) — подмножество (срез) хранилища данных, представляющее собой массив тематической, узконаправленной информации, ориентированной, например, на пользователей одной рабочей группы или подразделения.
Концепция была предложена Forrester Research в 1991 году, по мысли авторов, витрины — множество тематических баз данных, содержащих информацию, относящуюся к отдельным аспектам деятельности организации. Основные цели выделения витрин — приближение данных к конечным пользователям, ограничение только необходимыми данными, а при использовании заранее агрегированных данных — экономия на требуемой мощности вычислительной техники. Среди ограничений концепции в изначальном варианте — слабо контролируемая избыточность, отсутствие готовых механизмов обеспечения целостности и непротиворечивости хранимых данных.
В 1994 году Марк Демарест предложил синхронизировать концепции хранилищ данных и витрин, задав хранилищу данных роль единого интегрированного источника, а витрины ограничив только его срезами, тем самым снизив остроту проблемы расхождения данных; этот подход со временем стал стандартным.